# Championnats d'Europe d'athlétisme par équipes
Pour les articles homonymes, voir ETC (homonymie).
Le Championnat d'Europe d'athlétisme par équipes (en anglais, European Team Championships ou ETC) est une compétition d'athlétisme organisée par l'EAA depuis 2009, ouverte aux 51 nations européennes. Elle remplace la Coupe d'Europe d'athlétisme dont la dernière édition a eu lieu en 2008. Ne se déroulant pas les années olympiques, elle n'a pas eu lieu en 2012, et se déroule chaque année impaire depuis 2015.

## Épreuves
Le championnat comprend 20 épreuves masculines et 20 épreuves féminines, deux relais compris. Le classement est établi en additionnant sans distinction les scores masculins et féminins.

## Nations participantes
50 nations participent en 2009 au Championnat d'Europe par équipes, réparties en quatre ligues distinctes : la Super ligue, la 1re ligue, la 2e ligue et la 3e ligue, les résultats obtenus permettent de classer ces pays de la 1re à la dernière place.
Chaque année, trois équipes sont promues de la 1re Ligue à la Super Ligue (et trois sont reléguées), tandis que deux équipes seulement sont reléguées entre les autres ligues. Douze équipes sont inscrites dans les deux divisions principales.
Un changement de formule est opéré en 2023. Inscrite désormais dans le cadre des Jeux européens, la compétition se déroule sur un même site et aux mêmes dates (en 2023 à Chorzów). Les nations sont réparties en trois divisions : 16 nations composent la première division, 16 nations composent la deuxième division, et le reste des nations s'affrontent dans la troisième division.

## Éditions
| Édition | Date                                          | Ligue        | Lieu            | Stade                                       | Vainqueur   | Deuxième           | Troisième          |
| ------- | --------------------------------------------- | ------------ | --------------- | ------------------------------------------- | ----------- | ------------------ | ------------------ |
| 2009    | 20 – 21 juin                                  | Super ligue  | Leiria          | Stade municipal                             | Allemagne   | Russie             | Royaume-Uni        |
| 2009    | 20 – 21 juin                                  | 1re ligue    | Bergen          | Fana Stadion                                | Biélorussie | Finlande           | Norvège            |
| 2009    | 20 – 21 juin                                  | 2e ligue     | Banská Bystrica | Štadión SNP                                 | Lituanie    | Irlande            | Lettonie           |
| 2009    | 20 – 21 juin                                  | 3e ligue     | Sarajevo        | Stade Asim-Ferhatović-Hase                  | Israël      | Moldavie           | Danemark           |
| 2010    | 19 – 20 juin                                  | Super ligue  | Bergen          | Fana Stadion                                | Russie      | Royaume-Uni        | Allemagne          |
| 2010    | 19 – 20 juin                                  | 1re ligue    | Budapest        | Stade Ferenc-Puskás                         | Tchéquie    | Suède              | Portugal           |
| 2010    | 19 – 20 juin                                  | 2e ligue     | Belgrade        | Stade de l'Étoile rouge                     | Suisse      | Croatie            | Autriche           |
| 2010    | 19 – 20 juin                                  | 3e ligue     | Marsa           | Matthew Micallef St John Athletic Stadium   | Danemark    | Bulgarie           | Chypre             |
| 2011    | 18 – 19 juin                                  | Super ligue  | Stockholm       | Stade olympique                             | Russie      | Allemagne          | Ukraine            |
| 2011    | 18 – 19 juin                                  | 1re ligue    | Izmir           | Stade Atatürk                               | Turquie     | Grèce              | Norvège            |
| 2011    | 18 – 19 juin                                  | 2e ligue     | Novi Sad        | Stade Karađorđe                             | Estonie     | Bulgarie           | Serbie             |
| 2011    | 18 – 19 juin                                  | 3e ligue     | Reykjavík       | Laugardalsvöllur Stadium                    | Israël      | Chypre             | Moldavie           |
| 2013    | 22 – 23 juin                                  | Super ligue  | Gateshead       | Gateshead International Stadium             | Russie      | Allemagne          | Royaume-Uni        |
| 2013    | 22 – 23 juin                                  | 1re ligue    | Dublin          | Stade de Santry                             | Tchéquie    | Suède              | Pays-Bas           |
| 2013    | 22 – 23 juin                                  | 2e ligue     | Kaunas          | Stade S.-Darius-et-S.-Girėnas               | Slovaquie   | Lituanie           | Serbie             |
| 2013    | 22 – 23 juin                                  | 3e ligue     | Banská Bystrica | Štadión SNP                                 | Slovénie    | Lettonie           | Moldavie           |
| 2014    | 21 – 22 juin                                  | Super ligue  | Brunswick       | Eintracht-Stadion                           | Allemagne   | Russie             | Pologne            |
| 2014    | 21 – 22 juin                                  | 1re ligue    | Tallinn         | Stade de Kadriorg                           | Biélorussie | Norvège            | Finlande           |
| 2014    | 21 – 22 juin                                  | 2e ligue     | Riga            | Stade Daugava                               | Suisse      | Lettonie           | Bulgarie           |
| 2014    | 21 – 22 juin                                  | 3e ligue     | Tbilissi        | Stade Boris-Paichadze                       | Chypre      | Islande            | Israël             |
| 2015    | 20 – 21 juin                                  | Super ligue  | Tcheboksary     | Central Stadium                             | Russie      | Allemagne          | France             |
| 2015    | 20 – 21 juin                                  | 1re ligue    | Héraklion       | Stade Pankritio                             | Tchéquie    | Grèce              | Pays-Bas           |
| 2015    | 20 – 21 juin                                  | 2e ligue     | Stara Zagora    | Stade Beroe                                 | Danemark    | Bulgarie           | Hongrie            |
| 2015    | 21 – 22 juin                                  | 3e ligue     | Bakou           | Stade olympique de Bakou                    | Slovaquie   | Autriche           | Israël             |
| 2017    | 23 – 25 juin                                  | Super ligue  | Lille           | Stadium Lille Métropole                     | Allemagne   | Pologne            | France             |
| 2017    | 23 – 25 juin                                  | 1re ligue    | Vaasa           | Carl Stadium                                | Suède       | Finlande           | Suisse             |
| 2017    | 24 – 25 juin                                  | 2e ligue     | Tel Aviv        | National Sport Center                       | Hongrie     | Slovaquie          | Lituanie           |
| 2017    | 24 – 25 juin                                  | 3e ligue     | Marsa           | Matthew Micallef St. John Athletics Stadium | Luxembourg  | Bosnie-Herzégovine | Géorgie            |
| 2019    | 9 – 11 août                                   | Super ligue  | Bydgoszcz       | Stade Zdzisław-Krzyszkowiak                 | Pologne     | Allemagne          | France             |
| 2019    | 9 – 11 août                                   | 1re ligue    | Sandnes         | Sandnes Stadion                             | Portugal    | Biélorussie        | Norvège            |
| 2019    | 10 – 11 août                                  | 2e ligue     | Varaždin        | Stadion ŠC Sloboda                          | Estonie     | Slovénie           | Danemark           |
| 2019    | 10 – 11 août                                  | 3e ligue     | Skopje          | Toše Proeski Arena                          | Islande     | Serbie             | Bosnie-Herzégovine |
| 2021    | 29 – 30 mai                                   | Super ligue  | Chorzów         | Stade de Silésie                            | Pologne     | Italie             | Royaume-Uni        |
| 2021    | 19 – 20 juin                                  | 1re ligue    | Cluj-Napoca     | Cluj Arena                                  | Tchéquie    | Biélorussie        | Pays-Bas           |
| 2021    | 19 – 20 juin                                  | 2e ligue     | Stara Zagora    | Stade Beroe                                 | Hongrie     | Danemark           | Slovénie           |
| 2021    | 19 – 20 juin                                  | 3e ligue     | Limassol        | Stade Tsírio                                | Serbie      | Chypre             | Moldavie           |
| 2023    | 20 – 25 juin dans le cadre des Jeux européens | 1re division | Chorzów         | Stade de Silésie                            | Italie      | Pologne            | Allemagne          |
| 2023    | 20 – 25 juin dans le cadre des Jeux européens | 2e division  | Chorzów         | Stade de Silésie                            | Hongrie     | Ukraine            | Lituanie           |
| 2023    | 20 – 25 juin dans le cadre des Jeux européens | 3e division  | Chorzów         | Stade de Silésie                            | Irlande     | Autriche           | Israël             |

## Participation en Super Ligue/1redivision
Liste alphabétique des pays ayant participé à la Super Ligue/1re division (selon les éditions) :
|   | Vainqueur                          |
|   | Deuxième                           |
|   | Troisième                          |
|   | Relégation en ligue inférieure     |
| F | Forfait                            |
| Q | Qualifié pour la prochaine édition |

|             | 09 | 10 | 11 | 13 | 14 | 15 | 17  | 19  | 21  | 23 | Total |
| ----------- | -- | -- | -- | -- | -- | -- | --- | --- | --- | -- | ----- |
| Allemagne   | 1  | 3  | 2  | 2  | 1  | 2  | 1   | 2   | 4   | 3  | 10    |
| Belgique    |    |    |    |    |    |    |     |     |     | 14 | 1     |
| Biélorussie |    | 8  | 9  | 11 |    | 9  | 10  |     |     |    | 5     |
| Espagne     | 8  | 9  | 7  | 8  | 8  | 8  | 5   | 6   | 5   | 4  | 10    |
| Finlande    |    | 12 |    |    |    | 11 |     | 11  |     | 11 | 4     |
| France      | 4  | 4  | 5  | 4  | 4  | 3  | 3   | 3   | 6   | 7  | 10    |
| Royaume-Uni | 3  | 2  | 4  | 3  | 5  | 5  | 4   | 5   | 3   | 5  | 10    |
| Grèce       | 9  | 10 |    | 10 |    |    | 9   | 10  |     | 13 | 6     |
| Italie      | 6  | 7  | 8  | 7  | 7  | 6  | 7   | 4   | 2   | 1  | 10    |
| Norvège     |    | 11 |    | 12 |    | 12 |     |     |     | 16 | 4     |
| Pays-Bas    |    |    |    |    | 11 |    | 11  |     |     | 6  | 3     |
| Pologne     | 5  | 6  | 6  | 5  | 3  | 4  | 2   | 1   | 1   | 2  | 10    |
| Portugal    | 11 |    | 11 |    |    |    |     |     | 7   | 8  | 4     |
| Tchéquie    | 10 |    | 10 |    | 10 |    | 8   | 8   |     | 9  | 6     |
| Russie      | 2  | 1  | 1  | 1  | 2  | 1  | N/A | N/A | N/A |    | 6     |
| Suède       | 12 |    | 12 |    | 9  | 10 |     | 9   |     | 10 | 6     |
| Suisse      |    |    |    |    |    |    |     | 12  |     | 12 | 2     |
| Turquie     |    |    |    | 9  | 12 |    |     |     |     | 15 | 3     |
| Ukraine     | 7  | 5  | 3  | 6  | 6  | 7  | 6   | 7   | F   |    | 9     |

## Records des championnats

### Hommes
| Épreuve           | Record             | Athlète                                                          | Nationalité    | Date         | Édition                           | Lieu            | Réf.   |
| ----------------- | ------------------ | ---------------------------------------------------------------- | -------------- | ------------ | --------------------------------- | --------------- | ------ |
| 100 m             | 9 s 95 (+1,0 m/s)  | Christophe Lemaitre                                              | France         | 18 juin 2011 | Super Ligue 2011                  | Stockholm       | [ 5 ]  |
| 200 m             | 20 s 20 (+0,2 m/s) | Ramil Guliyev                                                    | Turquie        | 25 juin 2017 | Première Ligue 2017               | Vaasa           |        |
| 400 m             | 44 s 99            | Jonathan Borlée                                                  | Belgique       | 19 juin 2010 | Première Ligue 2010               | Budapest        |        |
| 800 m             | 1 min 45 s 11      | Giordano Benedetti                                               | Italie         | 21 juin 2015 | Super Ligue 2015                  | Tcheboksary     | [ 6 ]  |
| 1 500 m           | 3 min 37 s 74      | Jakub Holusa                                                     | Tchéquie       | 20 juin 2014 | Super Ligue 2014                  | Brunswick       | [ 7 ]  |
| 3 000 m           | 7 min 50 s 99      | Richard Ringer                                                   | Allemagne      | 22 juin 2014 | Super Ligue 2014                  | Brunswick       | [ 8 ]  |
| 5 000 m           | 13 min 36 s 75     | Ali Kaya                                                         | Turquie        | 23 juin 2017 | Première Ligue 2017               | Vaasa           |        |
| 110 m haies       | 13 s 20 (+1,1 m/s) | Sergueï Choubenkov Orlando Ortega                                | Russie Espagne | 22 juin 2014 | Super Ligue 2014 Super Ligue 2017 | Brunswick Lille | [ 8 ]  |
| 400 m haies       | 48 s 67            | Denis Kudryavtsev                                                | Russie         | 20 juin 2015 | Super Ligue 2015                  | Tcheboksary     | [ 9 ]  |
| 3 000 m steeple   | 8 min 25 s 50      | Yoann Kowal                                                      | France         | 22 juin 2014 | Super Ligue 2014                  | Brunswick       | [ 8 ]  |
| Saut en hauteur   | 2,35 m             | Dmytro Demyanyuk                                                 | Ukraine        | 18 juin 2011 | Super Ligue 2011                  | Stockholm       | [ 10 ] |
| Saut à la perche  | 6,01 m             | Renaud Lavillenie                                                | France         | 21 juin 2009 | Super Ligue 2009                  | Leiria          |        |
| Saut en longueur  | 8,36 m (+1,9 m/s)  | Aleksandr Menkov                                                 | Russie         | 22 juin 2013 | Super Ligue 2013                  | Gateshead       | [ 11 ] |
| Triple saut       | 17,59 m (+0,6 m/s) | Nelson Évora                                                     | Portugal       | 21 juin 2009 | Super Ligue 2009                  | Leiria          |        |
| Lancer du poids   | 21,83 m            | Michał Haratyk                                                   | Pologne        | 10 août 2019 | Super Ligue 2019                  | Bydgoszcz       |        |
| Lancer du disque  | 69,94 m            | Kristjan Čeh                                                     | Slovénie       | 21 juin 2023 | Deuxième Division 2023            | Chorzow         |        |
| Lancer du marteau | 81,64 m            | Paweł Fajdek                                                     | Pologne        | 20 juin 2015 | Super Ligue 2015                  | Tcheboksary     | [ 12 ] |
| Lancer du javelot | 88,27 m            | Tero Pitkämäki                                                   | Finlande       | 25 juin 2017 | Première Ligue 2017               | Vaasa           |        |
| 4 x 100 m         | 38 s 08            | Chijindu Ujah Zharnel Hughes Danny Talbot Harry Aikines-Aryeetey | Royaume-Uni    | 24 juin 2017 | Super Ligue 2017                  | Lille           |        |
| 4 x 400 m         | 3 min 0 s 47       | Mame-Ibra Anne Mamoudou Hanne Teddy Venel Thomas Jordier         | France         | 20 juin 2015 | Super Ligue 2015                  | Tcheboksary     | [ 13 ] |

### Femmes
| Épreuve           | Record             | Athlète                                                           | Nationalité | Date         | Édition                 | Lieu            | Réf.   |
| ----------------- | ------------------ | ----------------------------------------------------------------- | ----------- | ------------ | ----------------------- | --------------- | ------ |
| 100 m             | 11 s 09 (+0,1 m/s) | Ewa Swoboda                                                       | Pologne     | 21 juin 2015 | Prèmiere division 2023  | Chorzow         |        |
| 200 m             | 22 s 71 (+1,8 m/s) | Elyzaveta Bryzhina                                                | Ukraine     | 20 juin 2010 | Super Ligue 2010        | Bergen          |        |
| 400 m             | 49 s 82            | Femke Bol                                                         | Pays-Bas    | 22 juin 2013 | Prèmiere division 2023  | Chorzow         |        |
| 800 m             | 1 min 58 s 62      | Yuliya Krevsun                                                    | Ukraine     | 20 juin 2009 | Super Ligue 2009        | Leiria          |        |
| 1 500 m           | 4 min 05 s 32      | Anna Mishchenko                                                   | Ukraine     | 20 juin 2010 | Super Ligue 2010        | Bergen          |        |
| 3 000 m           | 8 min 45 s 24      | Sifan Hassan                                                      | Pays-Bas    | 20 juin 2014 | Super Ligue 2014        | , Brunswick     | [ 14 ] |
| 5 000 m           | 15 min 09 s 31     | Elvan Abeylegesse                                                 | Turquie     | 20 juin 2010 | Première Ligue 2010     | Budapest        |        |
| 100 m haies       | 12 s 66 (-0,3 m/s) | Cindy Billaud                                                     | France      | 22 juin 2014 | Super Ligue 2014        | Brunswick       | [ 8 ]  |
| 400 m haies       | 53 s 70            | Vania Stambolova                                                  | Bulgarie    | 18 juin 2011 | Deuxième Ligue 2011     | Novi Sad        |        |
| 3 000 m steeple   | 9 min 17 s 31      | Luiza Gega                                                        | Albanie     | 22 juin 2023 | Troisième division 2023 | Chorzow         |        |
| Saut en hauteur   | 2,04 m             | Blanka Vlašić                                                     | Croatie     | 21 juin 2009 | Deuxième Ligue 2009     | Banská Bystrica |        |
| Saut à la perche  | 4,75 m             | Anna Rogowska                                                     | Pologne     | 18 juin 2011 | Super Ligue 2011        | Stockholm       | [ 15 ] |
| Saut à la perche  | 4,75 m             | Silke Spiegelburg                                                 | Allemagne   | 18 juin 2011 | Super Ligue 2011        | Stockholm       | [ 15 ] |
| Saut à la perche  | 4,75 m             | Silke Spiegelburg                                                 | Allemagne   | 20 juin 2015 | Super Ligue 2015        | Tcheboksary     | [ 16 ] |
| Saut en longueur  | 6,95 m             | Darya Klishina                                                    | Russie      | 21 juin 2015 | Super Ligue 2015        | Tcheboksary     | [ 17 ] |
| Triple saut       | 14,87 m (+1,7 m/s) | Yekaterina Koneva                                                 | Russie      | 20 juin 2015 | Super Ligue 2015        | Tcheboksary     | [ 18 ] |
| Lancer du poids   | 19,82 m            | Christina Schwanitz                                               | Allemagne   | 21 juin 2015 | Super Ligue 2015        | Tcheboksary     | [ 19 ] |
| Lancer du disque  | 68,58 m            | Sandra Perković                                                   | Croatie     | 10 août 2019 | Seconde Ligue 2014      | Varazdin        |        |
| Lancer du marteau | 78,28 m            | Anita Wlodarczyk                                                  | Pologne     | 21 juin 2015 | Super Ligue 2015        | Tcheboksary     | [ 20 ] |
| Lancer du javelot | 68,59 m            | Christina Obergföll                                               | Allemagne   | 20 juin 2009 | Super Ligue 2009        | Leiria          |        |
| 4 x 100 m         | 42 s 47            | Lara Matheis Alexandra Burghardt Gina Lückenkemper Rebekka Haase  | Allemagne   | 24 juin 2017 | Super Ligue 2017        | Lille           |        |
| 4 x 400 m         | 3 min 23 s 76      | Kseniya Zadorina Natalya Ivanova Natalya Antyukh Kseniya Ustalova | Russie      | 20 juin 2010 | Super Ligue 2010        | Bergen          |        |